# Eulithomyrmex
Eulithomyrmex este un gen dispărut din subfamilia furnicilor Agroecomyrmecinae. Genul conține două specii descrise, Eulitomyrmex rugosus și Eulithomyrmex striatus. Eulitomyrmex este cunoscut dintr-un grup de fosile din Eocenul târziu care au fost găsite în America de Nord.

## Descriere
În general, cele două Eulitomyrmex sunt considerate foarte asemănătoare cu Agroecomyrmex duisburgi, iar cele două genuri pot fi separate în funcție de caracteristicile capului, Agroecomyrmex prezentând mandibule mai mari și o antenă] cu un club mai mic. În general, speciile Eulithomyrmex au un cap aproape pătrat, cu mandibule mici și o lungime mai scurtă a antenei compusă din douăsprezece segmente totale la femele și treisprezece segmente la masculi. De la cap peste torace și până la pedicel, exoscheletul are o sculptură grosieră, iar aripa anterioară are două celule cubitale.
E. rugosus a fost descrisă după patru femele înaripate și un mascul de Carpenter, observând că cel puțin patruzeci de exemplare din specie îi erau cunoscute. În general, se estimează că femelele ar fi fost în jur de 8.0 mm la cele mai multe exemplare, în timp ce masculul era mai mic de aproximativ 7 mm. Masculii se disting, de asemenea, prin capul lor, care este mai larg, și atunci este lung, în timp ce la femele capul este mai lung decât larg.